# Diocese de Tenerife
A Diocese de Tenerife também conhecida como Diocese de San Cristóbal de La Laguna ou Diocese Nivariense (em latim: Dioecesis Sancti Christophori de Laguna ou Dioecesis Nivariensis), está localizada na cidade de San Cristóbal de La Laguna (Tenerife, Espanha) e inclui as ilhas da província de Santa Cruz de Tenerife (Ilhas Canárias). É dependente da Arquidiocese de Sevilha.

## História

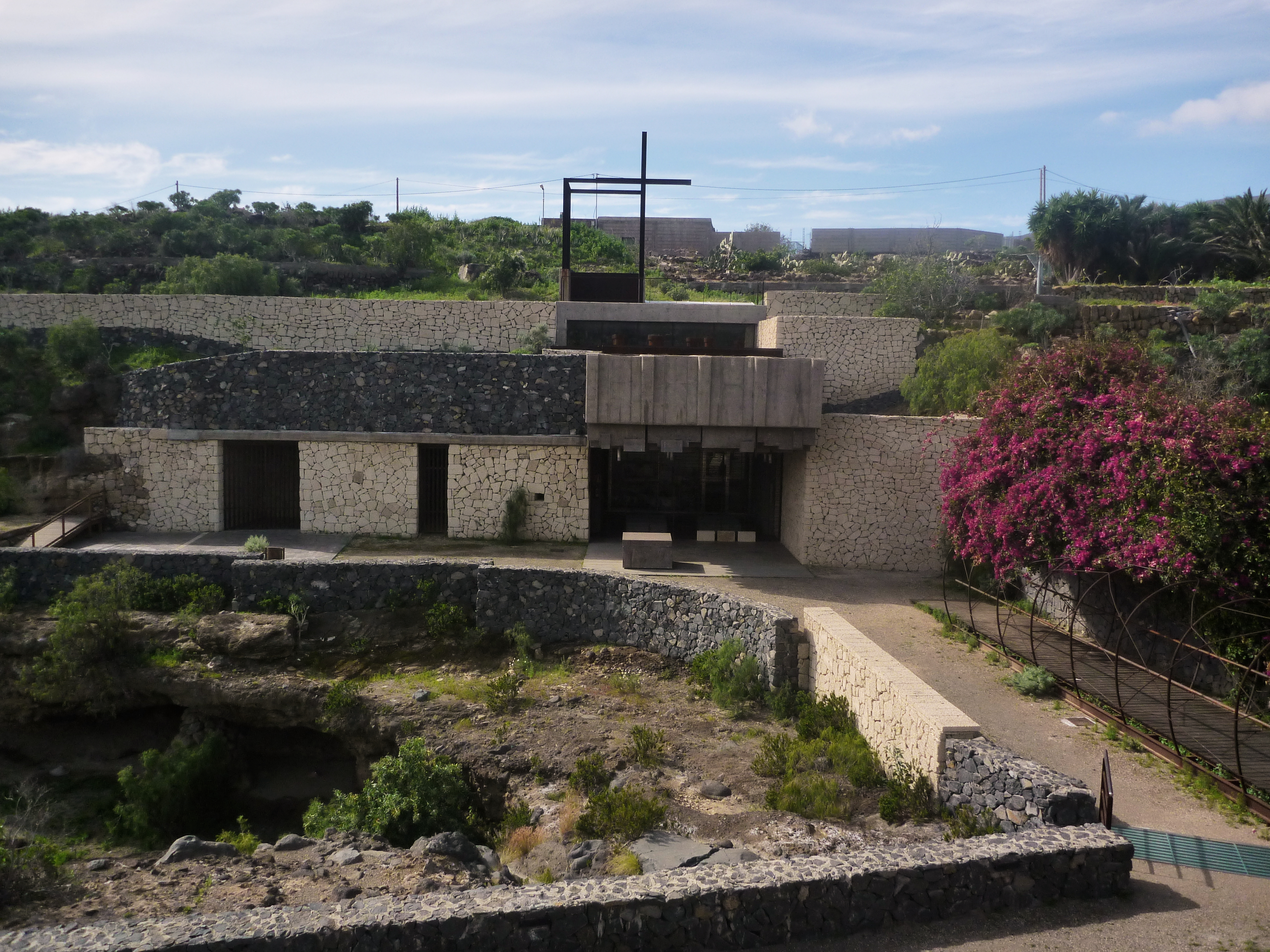
La Cueva de Chinguaro em Tenerife foi o primeiro lugar onde aborígenes Guanches adorado a Virgem da Candelária.

A chegada do Cristianismo às ilhas ocidentais das Canárias teve lugar (como nas ilhas orientais), antes da conquista completa do arquipélago e da sua incorporação no Coroa de Castela realizada em 1496 com a conquista da ilha de Tenerife. La Cristianização foi motivado, basicamente, como preparação para a conquista subsequente.
Os frades missionários normandos (e, em seguida, catalão e maiorquino especialmente franciscanos e dominicanos) que se estabeleceram nas ilhas orientais onde até mesmo fundaram bispados e de onde começaram a evangelizar as ilhas ocidentais. Estes, (como irá acontecer mais tarde na América) acompanharam os conquistadores em sua missão de converter e catequizar os indígenas guanches, que, como outros povos antigos tinham sua própria religião. Talvez a este respeito, salienta a cristianização realizado entre as luvas pelo monge e missionário Fray Alfonso de Bolaños, apelidado de o "Apóstolo de Tenerife", cerca de 30 anos antes da conquista do mesma.
A presença de elementos cristãos nas ilhas ocidentais do arquipélago das Canárias, no período antes da conquista é um fato palpável, exemplo disso é a presença em duas destas ilhas de imagens da Virgem Maria que foram reverenciados pelos aborígenes como Nossa Senhora da Candelária em Tenerife, (que a padroeira das Ilhas Canárias) e Nossa Senhora das Neves em La Palma. Recentemente, em Tenerife, uma cruz cristã foi encontrada gravada na rocha e orientada para o sol, em uma área de Guanche no município de Buenavista del Norte. Este símbolo foi encontrado em um megálito usado para rituais de fecundidade e como um calendário solar. Esta descoberta destaca o suposto conhecimento que os aborígenes tinham do cristianismo.
A origem da criação de uma diocese com sede em Tenerife foi formulada pela primeira vez desde pouco depois da conquista das Ilhas Canárias, que era o mesmo Alonso Fernández de Lugo (conquistador de Tenerife), em 1513 pediu aos Cortes para  a ilha de Tenerife teve uma Sé episcopal pedindo para que ele se mova a sede diocesana Ilhas Canárias de Las Palmas de Gran Canaria para San Cristóbal de La Laguna No entanto, esta ideia não prosperou.

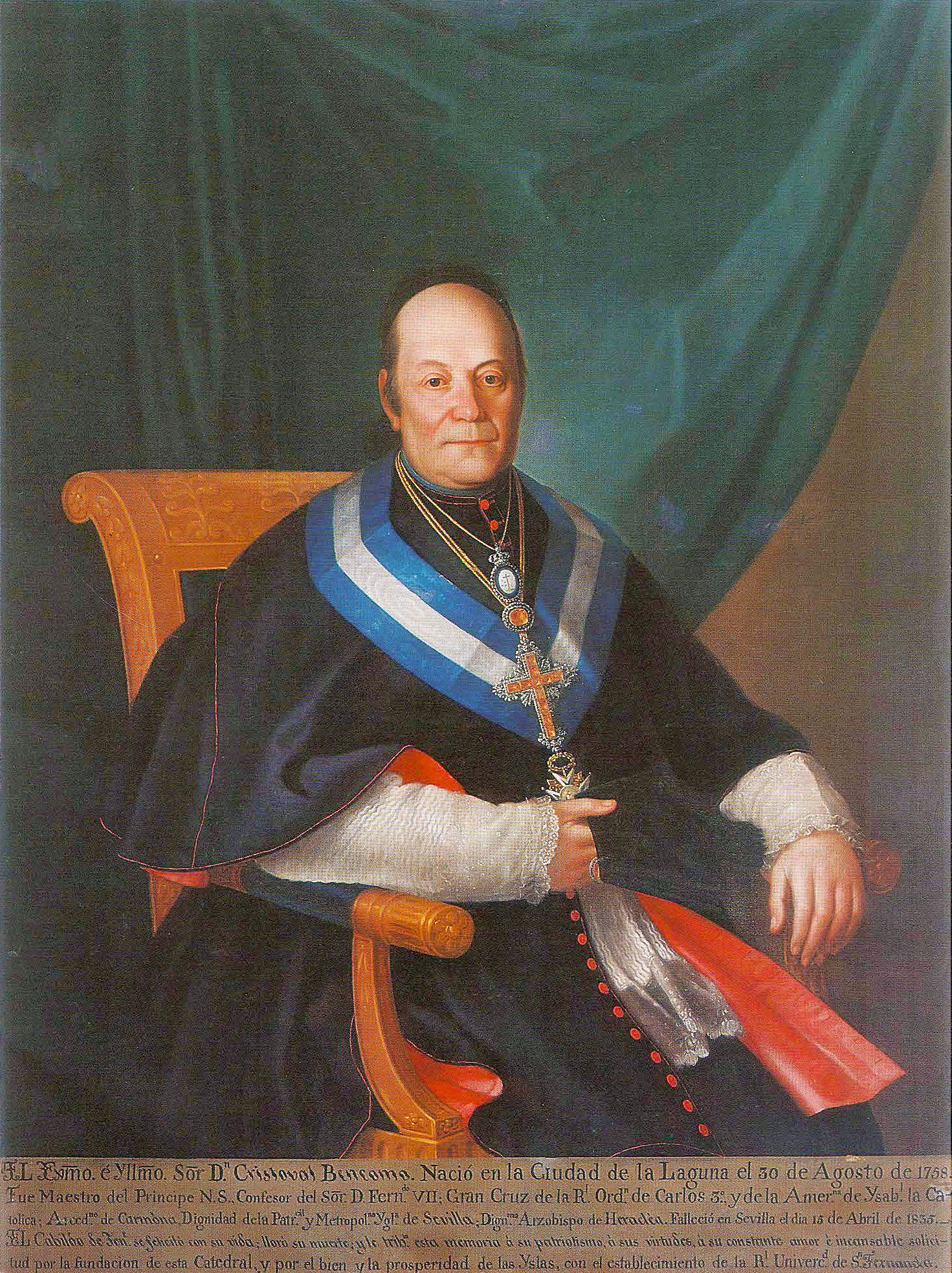
Don Cristóbal Bencomo y Rodríguez. Confessor do rei Fernando VII de Espanha e arcebispo de Heraclea. Foi o grande promotor da criação da diocese de San Cristóbal de La Laguna.

Pouco tempo depois, após a conquista das Ilhas Canárias, Tenerife tornou-se rapidamente a ilha mais povoada do arquipélago e San Cristóbal de La Laguna, na cidade mais importante nas Canárias. Fernández de Lugo, que recebeu o título de "Primer Adelandado de Canarias" pelos reis da Espanha, portanto, desejava elevar o grau eclesiástico da cidade de San Cristóbal de La Laguna, uma cidade que ele fundou e onde ele colocou a sua residência.
Naquela época, ele ainda estava fresca a transferência do bispado para a cidade de Las Palmas, que inicialmente foi baseada em San Marcial del Rubicín no sul da ilha de Lanzarote (por este ser a primeira ilha conquistados). No entanto, a ideia de mover o bispado de La Laguna sem êxito.
Logo depois, ele tentou compartilhar as sedes diocesanas entre Las Palmas e La Laguna, mas essa ideia não prosperou. Posteriormente, os pedidos de criação de uma diocese estados que a sua competência deve abranger as ilhas ocidentais das Canárias em várias ocasiões durante os próximos três séculos. A ideia não prosperou pela oposição do bispo de Gran Canaria (único bispo das Ilhas Canárias na época).
Nos séculos XVI, XVII e XVIII, haverá um boom de vida contemplativa e religiosa. É neste momento em que nasceram em Tenerife nos dois santos canários: Pedro de Betancur e José de Anchieta. Que são considerados dois dos maiores missionários que existiram nas Américas. Outra personalidade religiosa proeminente também nasceu neste momento é o religosa supostamente St. Irmã María de León Bello y Delgado (La Siervita), cujo corpo permanece incorrupto.
Em 1818, o clero e autoridades em Tenerife novamente solicitada a criação da diocese à Santa Sé (desta vez com o apoio do rei Fernando VII de Espanha), que teve uma resposta positiva do Papa. Neste papel que desempenhou um importante papel padre harrier Cristóbal Bencomo y Rodríguez, confessor do rei Fernando VII e Arcebispo titular de Heraclea.
Entre fevereiro e dezembro 1819, que estabelece a diocese, como era antigamente a Diocese Canariensis-Rubicensis que durou todo o arquipélago. Após várias tentativas infrutíferas de nomear um bispo é nomeado D. Macías e Infante e 1877.
A diocese formada pelas ilhas de La Palma, La Gomera, El Hierro e Tenerife.
A diocese tem cerca de 892 mil batizados em 2014. É também a diocese das Canárias tem tanto mais padres (255), como diáconos permanentes (6) e das paróquias (312).

## Santos padroeiros
A santa padroeira da diocese de San Cristóbal de La Laguna é a Nossa Senhora dos Remédios. Os padrões menores são: São Fernando III de Leão e Castela e Santa Isabel de Portugal. Enquanto isso, a Nossa Senhora da Candelária (também venerada nesta diocese), é a padroeira das Ilhas Canárias.

## Festividades
O calendário litúrgico próprio e oficial da diocese, aprovado pela Sé Apostólica, inclui as seguintes festividades:
- 2 de fevereiro: Festa de Nossa Senhora a Nossa Senhora da Candelária, padroeira das Ilhas Canárias – Solenidade.
- 24 de abril: Festa de São Pedro de Betancur, leigo – Festa.
- 9 de junho: Festa de São José de Anchieta, presbítero – Festa.
- 15 de julho: Festa dos Beatos Mártires de Tazacorte, mártires – Memória obrigatória.
- 27 de julho: Festa de São Cristóvão, titular da diocese, mártir – Solenidade.
- 6 de setembro: Festa da dedicação da Catedral de San Cristóbal de La Laguna – Solenidade (na catedral), Festa (na diocese).

## Grandes igrejas

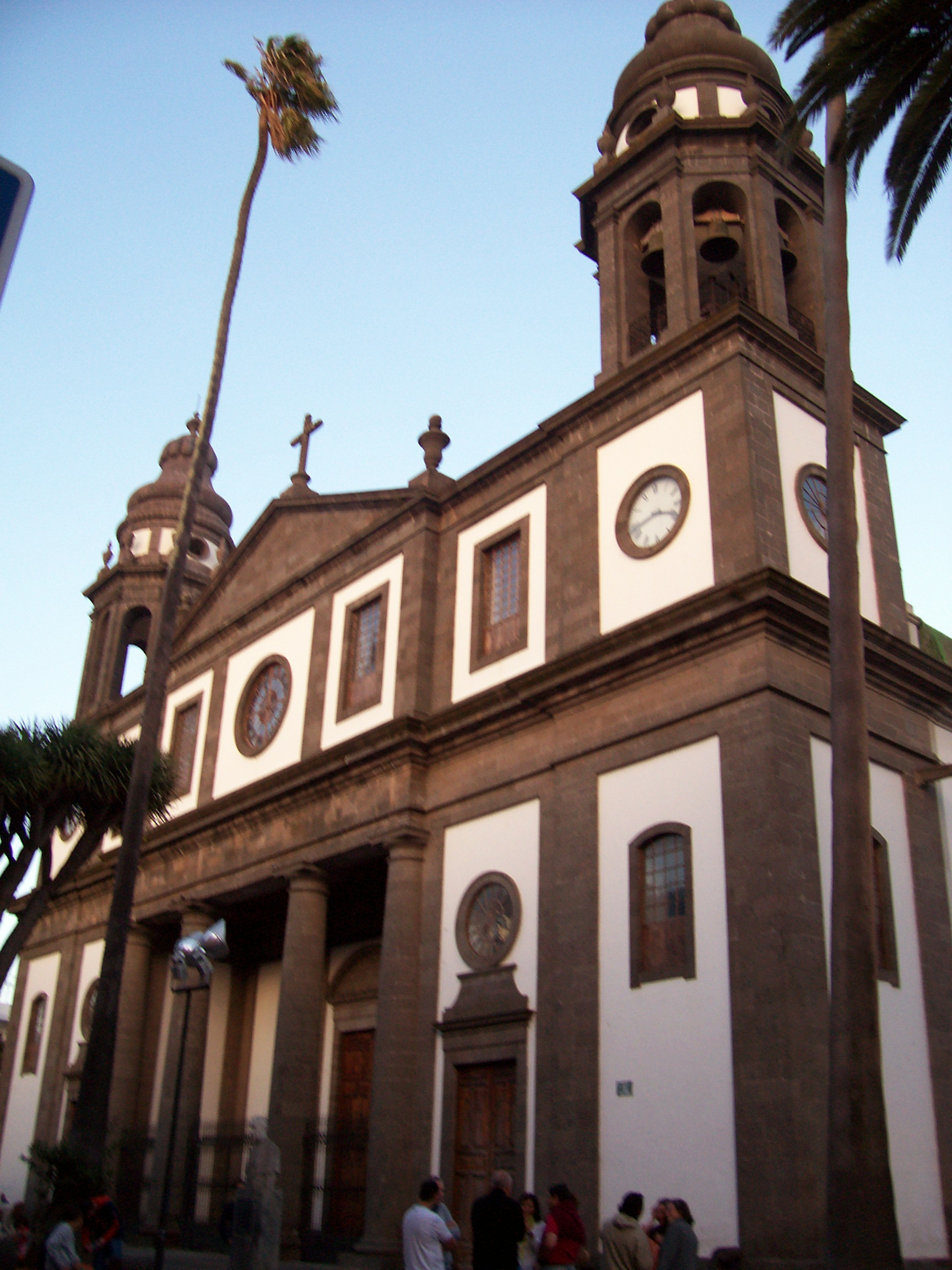
Catedral de San Cristóbal de La Laguna

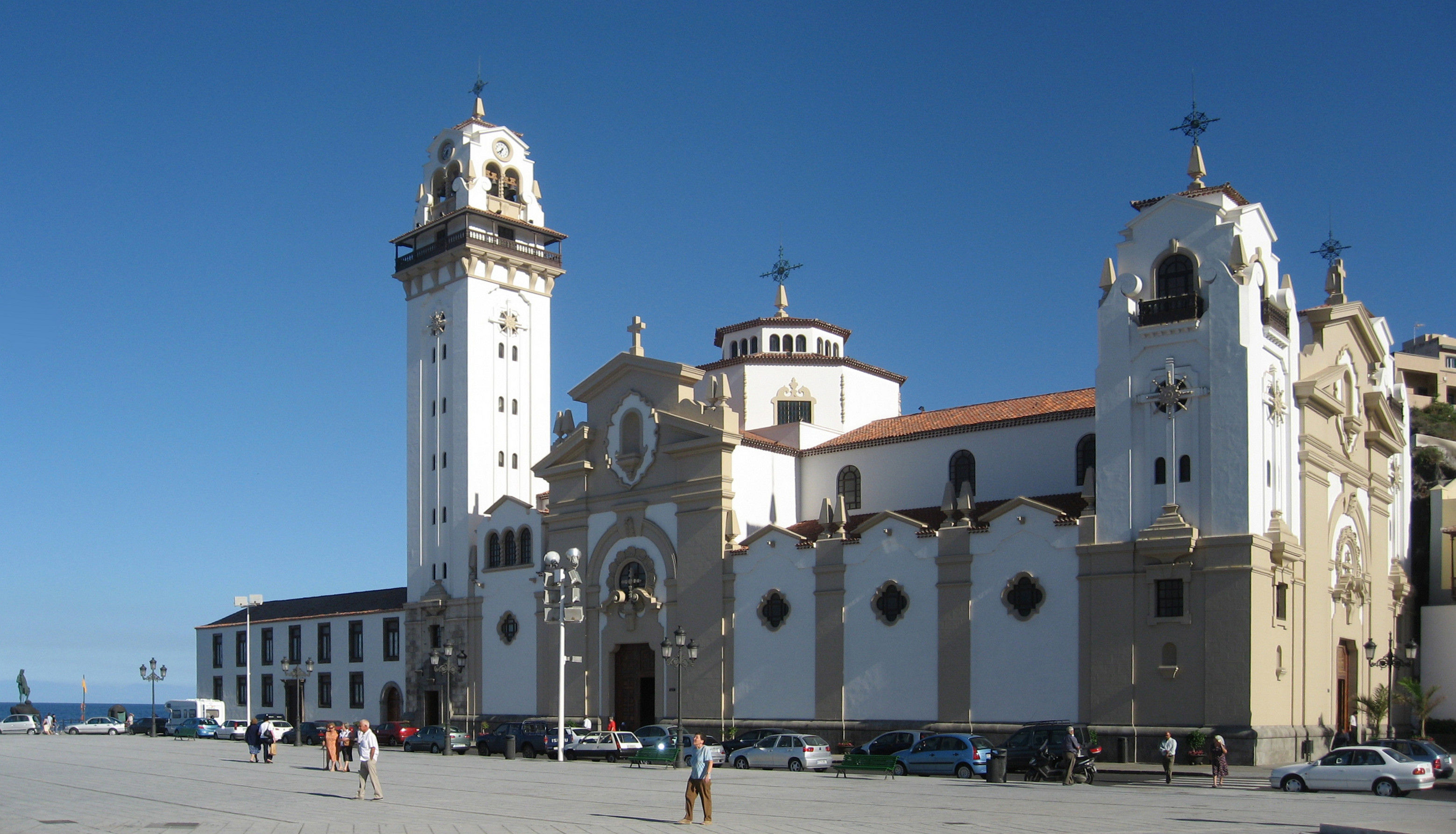
Basílica da Candelária

- Catedral de San Cristóbal de La Laguna
- Basílica de Nossa Senhora da Candelária
- Iglesia de la Concepción de San Cristóbal de La Laguna
- Iglesia de la Concepción de Santa Cruz de Tenerife
- Real Santuario del Santísimo Cristo de La Laguna
- Iglesia del Salvador de Santa Cruz de La Palma
- Iglesia de la Asunción de San Sebastián de La Gomera
- Iglesia de la Concepción de Valverde
- Real Santuario de Las Nieves de Santa Cruz de La Palma

## Lista de Bispos
|                          | Nome                                       | Período   | Notas                        |        |
| Bispos                   | Bispos                                     | Bispos    | Bispos                       | Bispos |
| ------------------------ | ------------------------------------------ | --------- | ---------------------------- | ------ |
| 13°                      | Eloy Alberto Santiago Santiago             | 2025-     | Atual                        |        |
| 12°                      | Bernardo Álvarez Afonso                    | 2005-2024 |                              |        |
| 11°                      | Felipe Fernández García                    | 1991-2005 |                              |        |
| 10°                      | Damián Iguacén Borau                       | 1984-1991 |                              |        |
| 9°                       | Luis Franco Cascón, C.Ss.R.                | 1962-1983 |                              |        |
| 8°                       | Domingo Pérez Cáceres                      | 1947-1961 |                              |        |
| 7°                       | Albino González y Menéndez Reigada, O.P.   | 1924-1946 | Nomeado Bispo de Córdova     |        |
| 6°                       | Gabriel Llompart i Jaume Santandreu        | 1918-1922 | Nomeado Bispo de Girona      |        |
| 5°                       | Nicolás Rey y Redondo                      | 1894-1917 |                              |        |
| 4°                       | Ramón Torrijos y Gómez                     | 1887-1894 | Nomeado Bispo de Badajoz     |        |
| 3°                       | Jacinto María Cervera y Cervera            | 1882-1885 |                              |        |
| 2º                       | Ildefonso Joaquín Infante y Macías, O.S.B. | 1877-1882 |                              |        |
| 1º                       | Luis Antonio Folgueras y Sión              | 1824-1848 | Nomeado Arcebispo de Granada |        |
| Administrador Apostólico |                                            |           |                              |        |
|                          | Joaquín Lluch y Garriga, O.C.D.            | 1859-1877 | Bispo de Canárias            |        |

## Santos e beatos da diocese
A Diocese de Tenerife tem santos, beatos e veneráveis de grande devoção popular, dentre os quais:
Santos:
- Pedro de Betancur (Hermano Pedro). Vilaflor (Tenerife) - (1626-1667). Missionário franciscano na Guatemala, fundador da Ordem dos Irmãos de Nossa Senhora de Belém e primeiro santo canário.
- José de Anchieta (Padre Anchieta). San Cristóbal de La Laguna (Tenerife) - (1534-1597). Padre jesuíta e missionário no Brasil.

Beatos:
- Mártires de Tazacorte também conhecidos como Mártires do Brasil. De diferentes partes de Portugal e Espanha - (falecido em 1570). Frades e missionários martirizados largo da costa de La Palma, ilha onde eles gostam de grande veneração especialmente em Tazacorte, embora nenhum deles foi devidamente do Canárias, eles foram incluídos entre os beatos do arquipélago.
- José Torres Padilla. San Sebastián de La Gomera (La Gomera) – (1811-1878). Religioso.

Veneráveis e Servos de Deus:
- Sor María de León Bello y Delgado (La Siervita). El Sauzal (Tenerife) - (1643-1731). Dominica e freira mística.
- Fray Juan de Jesús. Icod de los Vinos (Tenerife) - (1615-1687). Frade franciscano e místico.
- Sor María de San Antonio Lorenzo y Fuentes. Garachico (Tenerife) - (1665-1741). Freira dominica.
- Sor María Justa de Jesús. La Victoria de Acentejo (Tenerife) - (1667-1723). Freira franciscana e mística.